# ناچو مندز
ناچو مندز (انگلیسی: Nacho Méndez؛ زادهٔ ۳۰ مارس ۱۹۹۸) بازیکن فوتبال اهل اسپانیا است.
از باشگاه‌هایی که در آن بازی کرده‌است می‌توان به باشگاه فوتبال اسپورتینگ خیخون اشاره کرد.